# نقيل التاج (إب)

تعديل مصدري - تعديل

نقيل التاج محلة تابعة لقرية علياب، التابعة لعزلة بني مدسم بمديرية إب إحدى مديريات محافظة إب في الجمهورية اليمنية.، بلغ تعداد سكانها 45 حسب تعداد اليمن لعام 2004.